# The Advocate
A The Advocate (ISSN 0001-8996) alighanem a legrangosabb amerikai gay (meleg, queer) érdekvédelmi folyóirat. 1967 szeptemberétől jelenik meg, legelső számai még The Los Angeles Advocate címen láttak napvilágot. Első szerkesztői, Bill Rand (Bill Rau) és Sam Winston Dick Michaels (Richard Mitch) főszerkesztősége alatt tevékenykedtek, a lap hátterében pedig a Personal Rights in Defense and Education (PRIDE) állt. Az újság 500 példányban jelent meg, darabja 25 centért. 1968 februárjában a kiadás joga átszállt Michaelsre, Randra és Winstonra, 1970-ben már a korábbi 12 oldal helyett 32 oldalnyi terjedelemben jelenik meg, példányszáma pedig 5000. Mai címét 1970 áprilisában nyerte el, alcíme pedig a következő lesz: The Newspaper of America’s Homophile Community. A havi megjelenésről áttérnek a kétheti periódusra. 1975-ben David B. Goodstein vásárolja meg, mely a politikai él tompulásához vezet, a lap pedig San Franciscora koncentrál, a folyóirat csak 1984-ben tér vissza Dél-Kaliforniába, ekkor már Lenny Giteck vezeti. További főszerkesztők 1992-ig: Stuart Kellogg, Richard Rouilard, Jeff Yarbrough. 1992-től Sam Watters adja ki. A folyóirat a gay közösség mértékadó fóruma.

## A magazin főbb szerzői
- Chastity Bono
- Kate Clinton
- David Ehrenstein
- Steve Gunderson
- Janis Ian
- Lance Loud
- Ryan Murphy
- Vito Russo
- Donald Spoto
- B. Ruby Rich
- Gabriel Rotello
- Tully Satre
- Michelangelo Signorile
- Andrew Sullivan
- Urvashi Vaid

## Honlap
- Advocate.com